# Schüttersmühle
Schüttersmühle ist ein Gemeindeteil der Stadt Pottenstein im Landkreis Bayreuth (Oberfranken, Bayern). Schüttersmühle liegt in der Gemarkung Elbersberg.

## Lage
Der Weiler liegt rund fünf Kilometer östlich von Pottenstein an der Bundesstraße 470 in der Fränkischen Schweiz.

## Geschichte
Die Mühle wurde 1520 als „Schüchenmūel“ erstmals urkundlich erwähnt. Schüttersmühle hatte 1829 17 Bewohner und gehörte als Gemeindeteil zur Gemeinde Elbersberg. Dort wurde 1901 der Fränkische-Schweiz-Verein gegründet. Heute befindet sich in dem Weiler der Gasthof Schüttersmühle.

## Weiherstaler Männchen
Die Felsformation Weiherstaler Männchen nördlich von Schüttersmühle erlangte Berühmtheit durch ihre ungewöhnliche Form. Der Fels ist vom Bayerischen Landesamt für Umwelt als Geotop 472R155 ausgewiesen. Siehe hierzu auch die Liste der Geotope im Landkreis Bayreuth.
Südlich von Schüttersmühle befindet sich das sehenswerte Klumpertal, ein Trockental mit imposanten Felsen und mit Weihern.